# Jacques De Coster
Pour les articles homonymes, voir De Coster.
Jacques De Coster, né le 5 janvier 1945 à Etterbeek, est un homme politique belge bruxellois, membre du Parti socialiste (PS).
Il fut agrégé de l'enseignement secondaire inférieur. 
Il meurt à Woluwe-Saint-Lambert le 11 novembre 2022.

## Fonctions politiques
- Membre du Parlement de la Région de Bruxelles-Capitale
  - du 12 juillet 1989 au 13 juin 1999
  - depuis le 19 octobre 2005 au 7 juin 2009
- Conseiller communal de Woluwe-Saint-Lambert
- Président du Centre public d'action sociale de Woluwe-Saint-Lambert